# Ikeda (Hokkaido)
Ikeda (jap. 池田町 Ikeda-chō) – miasto w Japonii, w prefekturze Hokkaido, w podprefekturze Tokachi. Według danych na rok 2020 miejscowość zamieszkiwało 6 294 mieszkańców , a gęstość zaludnienia wyniosła 16,9 os./km².